# Tiêu chuẩn hóa
Tiêu chuẩn hóa (tiếng Anh: standardization hay standardisation) là quá trình thực hiện và phát triển các tiêu chuẩn kỹ thuật dựa trên sự đồng thuận của các bên khác nhau bao gồm các công ty, người dùng, nhóm lợi ích, tổ chức tiêu chuẩn và chính phủ. Tiêu chuẩn hóa có thể giúp tối đa hóa tính tương thích (compatibility), tính tương tác (interoperability), an toàn (safety), tính lặp lại (repeatability) hoặc chất lượng. Nó cũng có thể tạo điều kiện cho hàng hóa hóa (commoditization) các quy trình tùy chỉnh trước đây. Trong khoa học xã hội, bao gồm kinh tế học, ý tưởng về tiêu chuẩn hóa gần với giải pháp cho vấn đề phối hợp (coordination problem), một tình huống trong đó tất cả các bên có thể nhận ra lợi ích chung, nhưng chỉ bằng cách đưa ra quyết định nhất quán lẫn nhau. Quan điểm này bao gồm trường hợp "các quy trình tiêu chuẩn hóa tự phát", để tạo ra các tiêu chuẩn thực tế (de facto standard).